# Enciclopédia Mirador Internacional
A Enciclopédia Mirador Internacional possui 20 volumes e 11.565 páginas. Na língua portuguesa, a Mirador Internacional destaca-se de outras pelos seus verbetes longos e assinados por autores especializados. Essa característica foi a marca deixada pelo seu editor-chefe, Antônio Houaiss, que tomou emprestada da Encyclopaedia Britannica inglesa. O financiamento do projeto ficou a cargo da Encyclopaedia Britannica do Brasil, que obtém os direitos de publicação. Publicada em 1976, ela foi composta e impressa pela Companhia Melhoramentos de São Paulo.